# Eyalato de Niš
El eyalato de Niš (en turco otomano: ایالت نیش; Eyālet-i Nīş‎) era una entidad territorial administrativa del Imperio otomano ubicada en el territorio de la actual Serbia meridional y Bulgaria occidental. Se formó en 1846 y su centro administrativo era Niš. El bajalato de Niš se incorporó al valiato del Danubio en 1864. 

## Historia
En 1861, Midhat Bajá fue puesto a cargo del eyalato de Niš. Fue un reformador influenciado por las ideas occidentales y el eyalato se convirtió en una obra maestra del movimiento reformista. Abordó los problemas de comunicaciones y seguridad: estableció un sistema de blocaos para detener la incursión de bandas armadas de Serbia. Según la elogiosa biografía de su hijo sobre él, "organizó una gendarmería, consiguió la recaudación pacífica de impuestos y puso fin a toda persecución religiosa". 
También estableció escuelas y hospitales para miembros de todos los grupos religiosos sin discriminación. Las reformas de Midhat tuvieron tanto éxito que inspiraron una reelaboración del sistema otomano. En 1864, el consejo de estado decidió que los eyalatos serían reemplazados por valiatos más grandes. En cada uno de estos niveles principales de gobierno, habría concilios mixtos entre musulmanes y cristianos. 
El primero de los valiatos fue dirigido durante un tiempo por Midhat Bajá e incluía el antiguo eyalato de Niš y gran parte de Bulgaria y se llamó "valiato del Danubio". En los siguientes tres años, llevó a cabo un gran programa de construcción de escuelas y otras obras públicas, además de presentar un periódico provincial.

## Divisiones administrativas
Sanjacados del eyalato a mediados del siglo XIX:
- Sanjacado de Niš (asiento)
- Sanjacado de Sofía
- Sanjacado de Samokov
- Sanjacado de Kyustendil